# Trafalgar Square

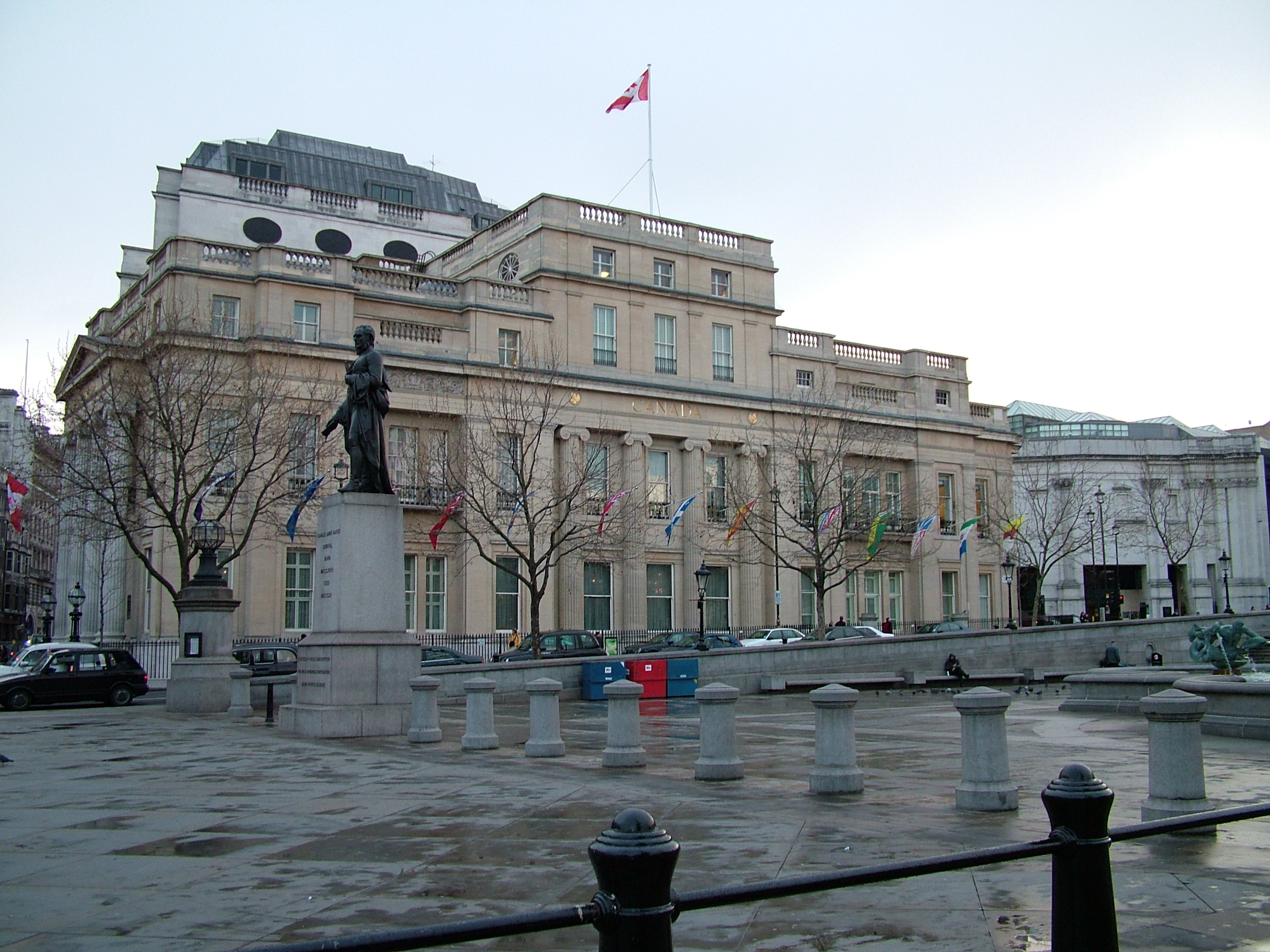
Canada House, en el oeste.

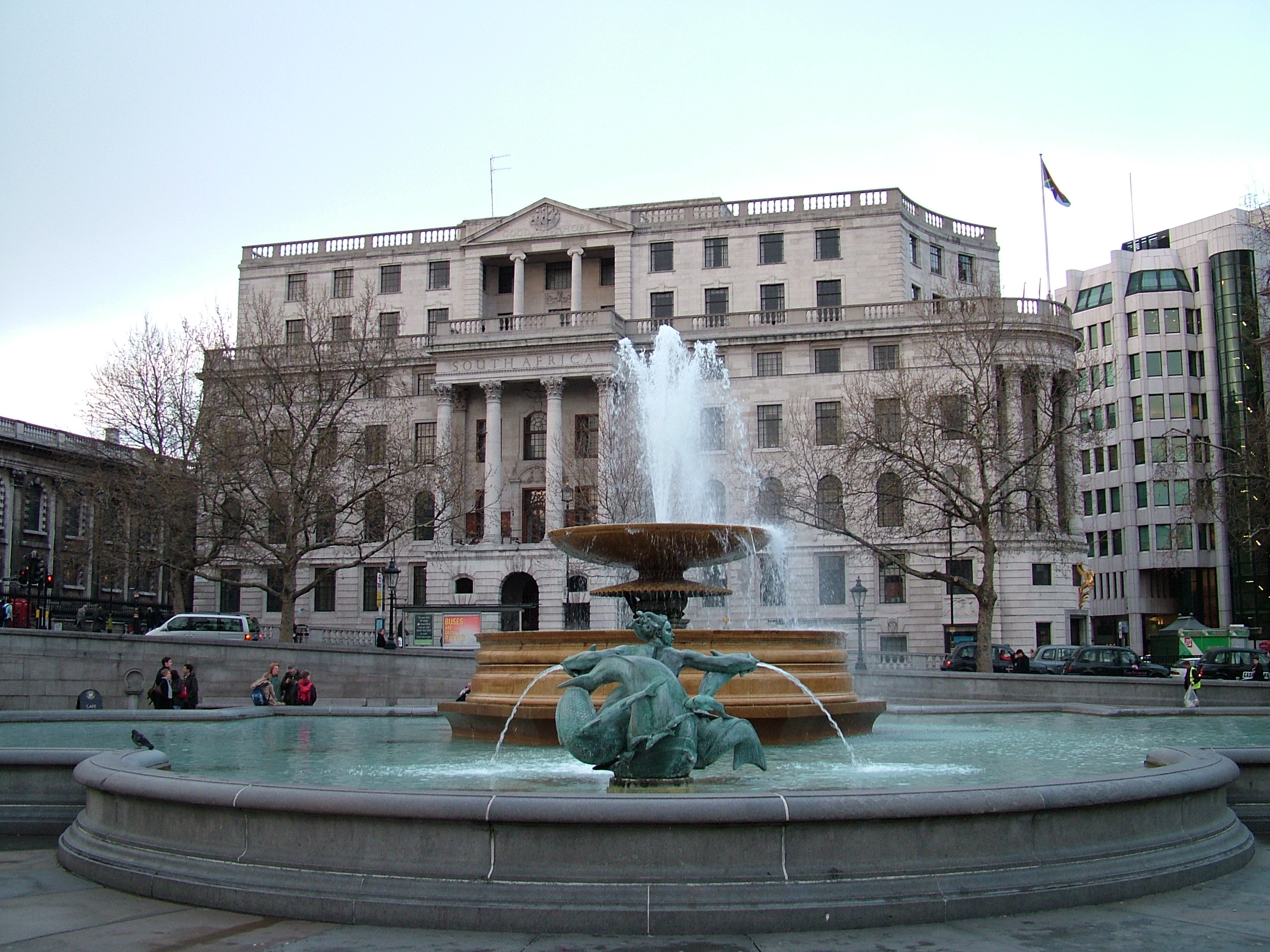
South Africa House, en el este.

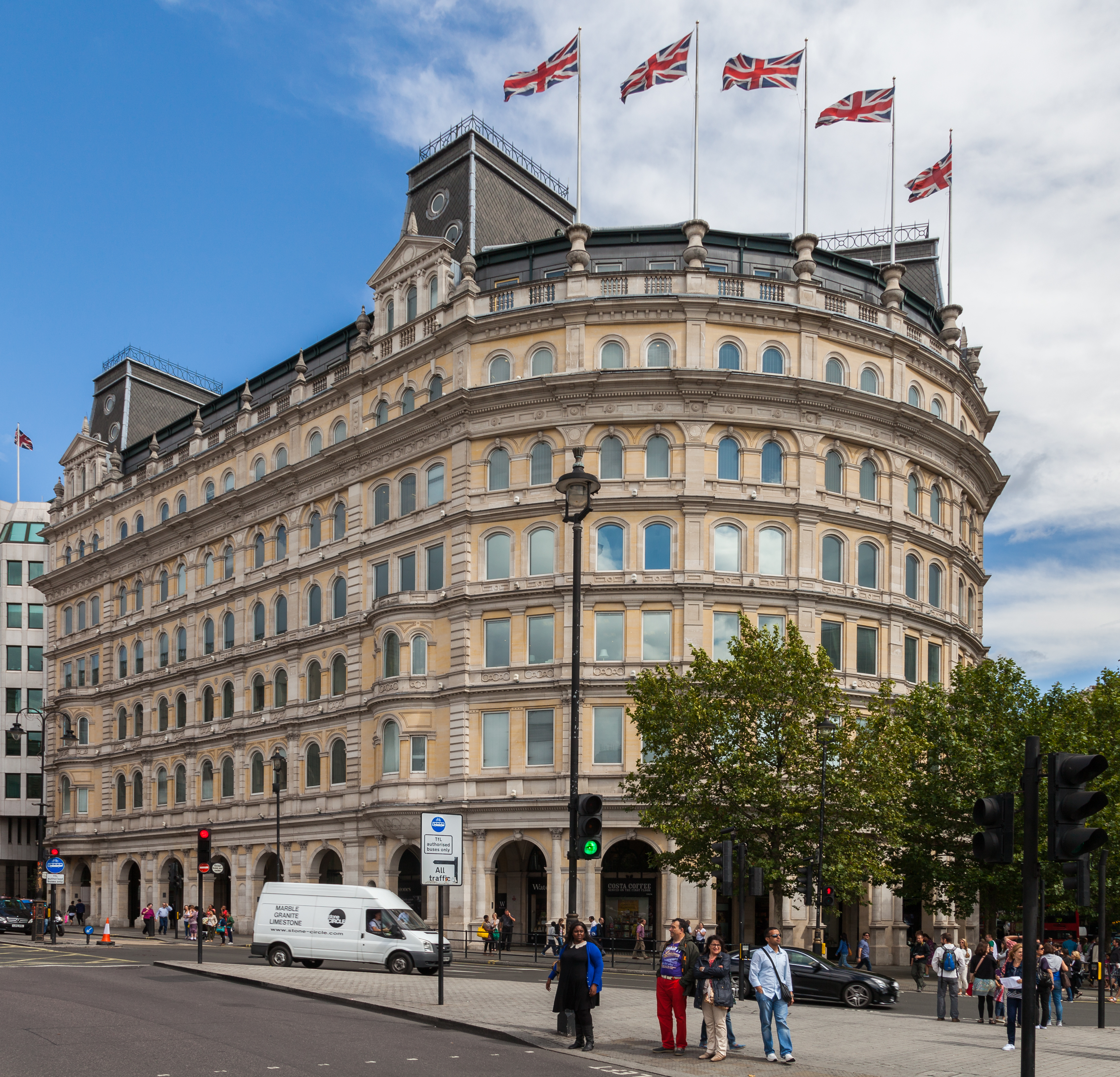
Grand Buildings.

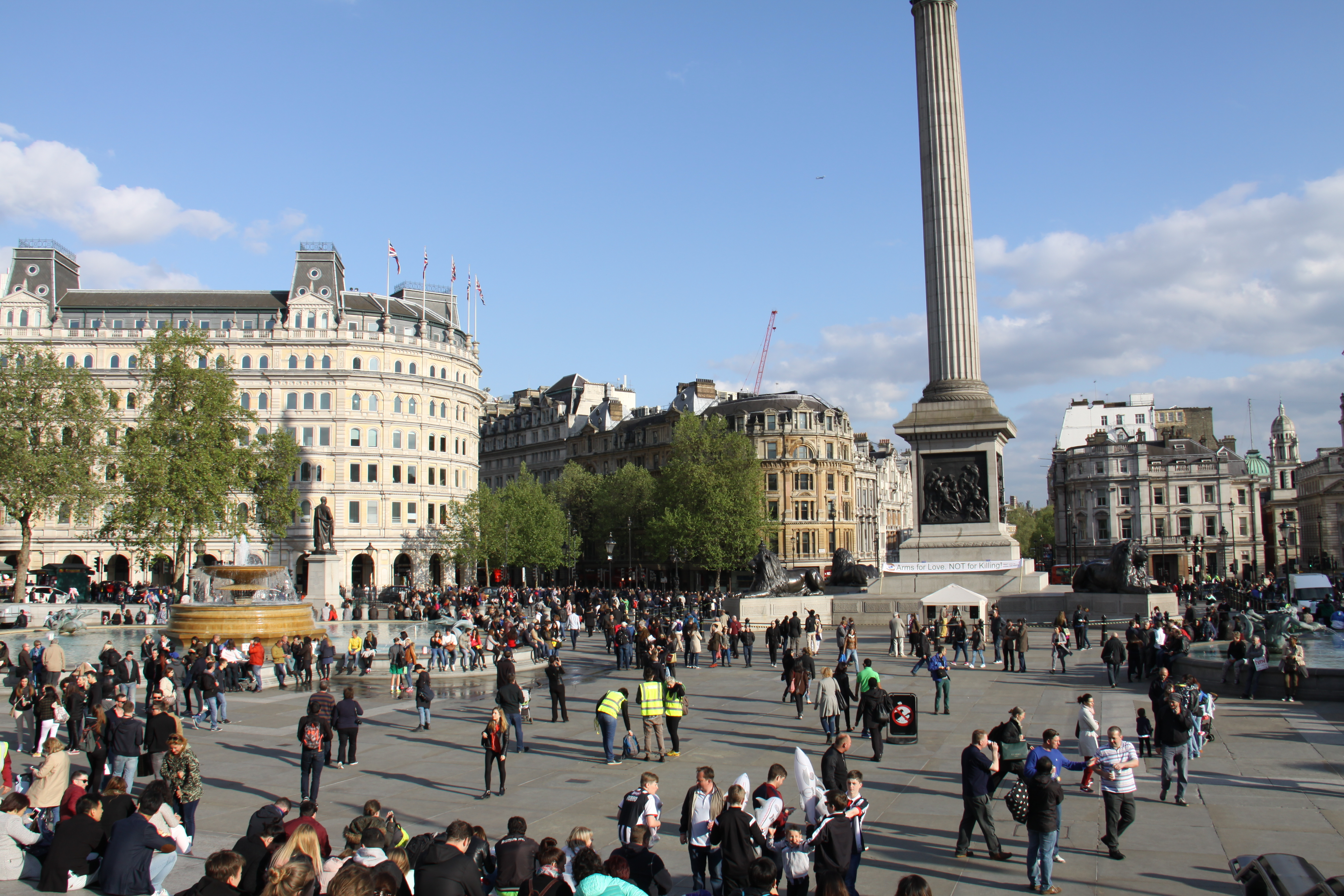

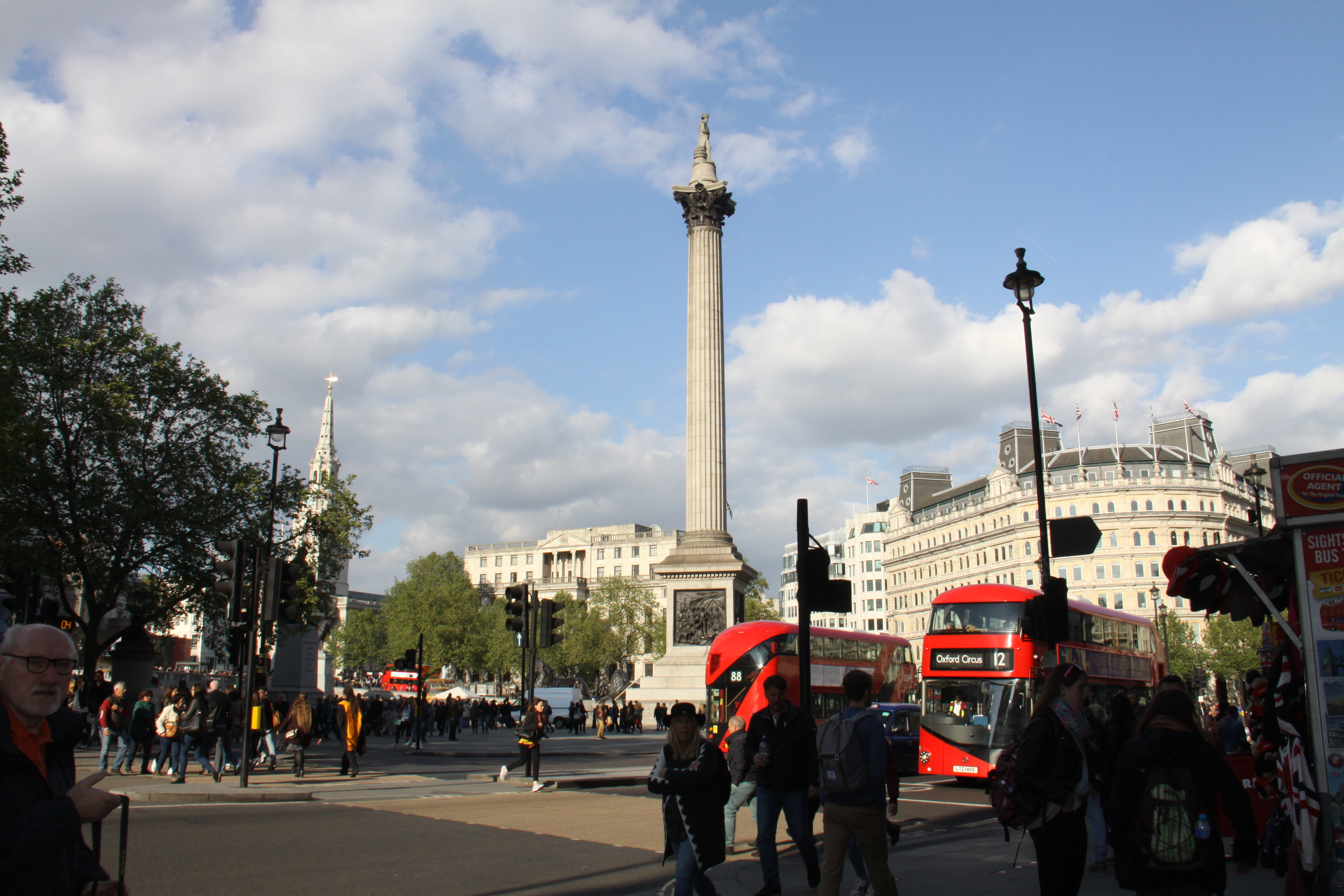

Trafalgar Square («plaza de Trafalgar» o «plaza Trafalgar», en español) es una plaza del centro de Londres (Reino Unido), construida para conmemorar la batalla de Trafalgar (21 de octubre de 1805), en la que la armada británica venció a las armadas francesa y española frente al cabo de Trafalgar, Los Caños de Meca, localidad del municipio de  Barbate, Cádiz, España. El nombre original era plaza de Guillermo IV, pero George Ledwell Taylor sugirió cambiar el nombre. 
En la zona norte de la plaza se situaron las caballerizas reales desde la época de Eduardo I, mientras que al sur se encontraba la Charing Cross original. Actualmente se considera a Charing Cross como el corazón de Londres y desde ella se miden todas las distancias.
En 1820, el rey Jorge IV encargó a John Nash la urbanización de la zona. La arquitectura actual de la plaza se debe a Charles Barry y fue terminada en 1844.
La plaza es lugar habitual de manifestaciones políticas y es el lugar sobre el que se alza la columna de Nelson.

## Descripción

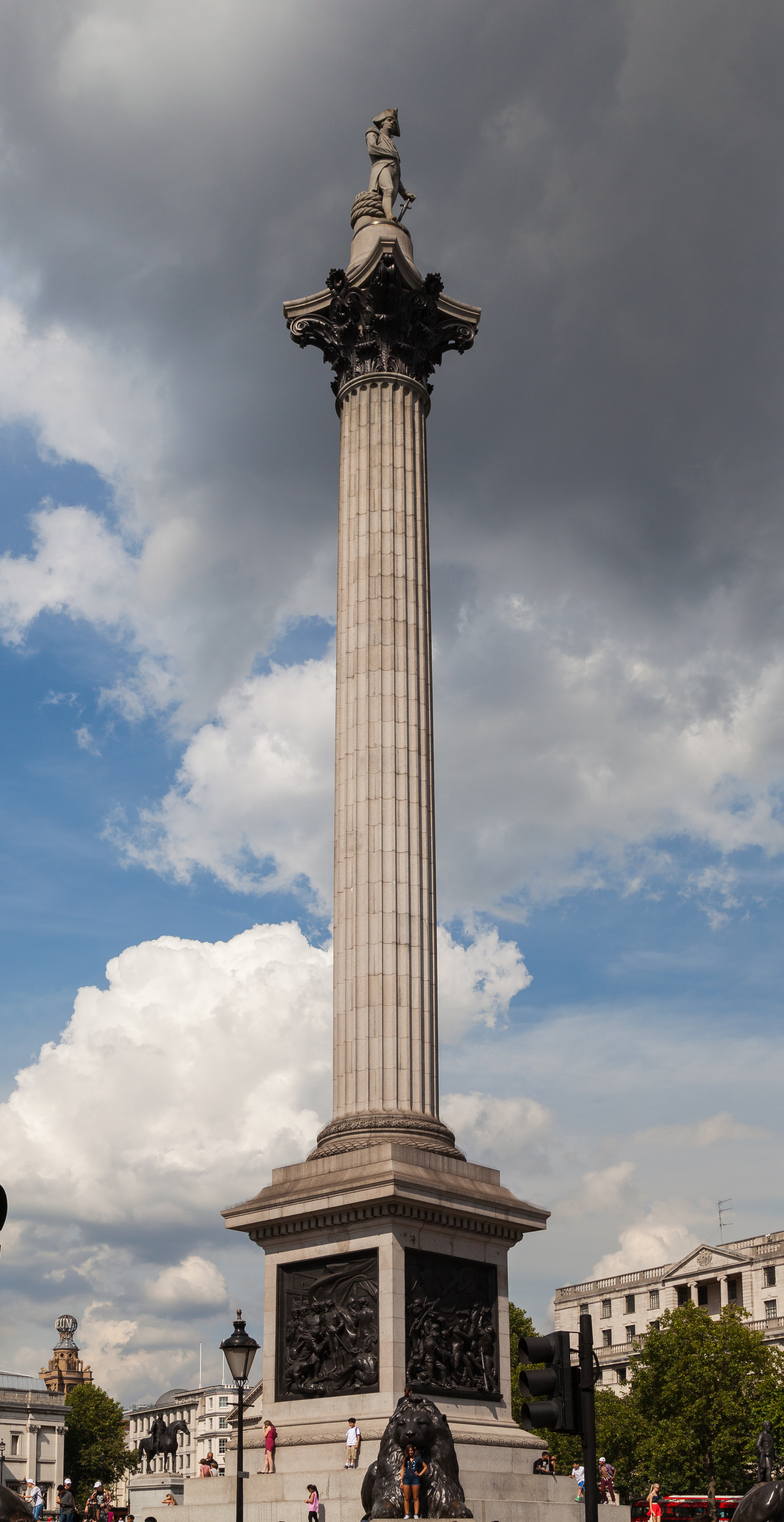
Columna de Nelson, situada en la zona central de la plaza.

La plaza está formada por una gran área central rodeada de calles en tres de los cuatro lados, y por las escaleras que conducen a la National Gallery por el otro. Las calles que atraviesan la plaza forman parte de la carretera A4, y, antes de 2003, los vehículos podían circular alrededor de toda la plaza. Pasos subterráneos situados junto a la estación de metro de Charing Cross permiten a los coches evitar a los peatones. Obras recientes han reducido la anchura de los carriles para el tráfico y han cerrado al mismo la zona norte de la plaza.[cita requerida]
La columna de Nelson está situada en el centro de la plaza, rodeada por las fuentes diseñadas por sir Edwin Lutyens en 1939 y por cuatro enormes leones de bronce esculpidos por sir Edwin Landseer. Se dice que el metal utilizado para esculpirlos proviene de un cañón de la flota francesa. La columna está coronada por una estatua del almirante Nelson. La ciudad de La Plata, en Argentina, posee una columna inspirada en la columna de Nelson en su Plaza Italia, proyectada por el Arq. Vecellio, coronada por un águila de bronce que sostiene las banderas de Argentina e Italia.[cita requerida]
En el lado norte de la plaza se sitúa la  National Gallery y al este la iglesia de St Martin-in-the-Fields. La plaza se comunica por el suroeste con The Mall a través del Admiralty Arch. En el sur se sitúa el Whitehall, al este Strand y la embajada de Sudáfrica, al norte Charing Cross Road y en la zona oeste la embajada de Canadá.[cita requerida]
En las cuatro esquinas de la plaza se sitúan cuatro plintos, los situados en la zona norte se instalaron para servir de soporte a estatuas ecuestres y son de mayor anchura que los dos situados en la zona sur. Tres de ellos albergan estatuas: Jorge IV (al noreste, data de la década de 1840), Henry Havelock (sureste, data de 1861, y fue realizada por William Behnes), y sir Charles James Napier (suroeste, data 1855). El alcalde de Londres Ken Livingstone expresó el controvertido deseo de que los dos generales fueran sustituidos por estatuas que los londinenses de a pie reconocieran.
Frente a la National Gallery se sitúan dos monumentos, la estatua de Jacobo II al oeste de la entrada del pórtico y la de George Washington al este. Esta última estatua, regalo del estado de Virginia, se encuentra situada sobre suelo importado de los Estados Unidos con el fin de cumplir la declaración de Washington de que nunca más pondría el pie en suelo británico.
En 1888 se levantó la estatua del General Charles George Gordon. En 1943 la estatua se retiró para volver a ser recolocada en 1953 en Victoria Embankment.[cita requerida]
La plaza se ha convertido en un símbolo de enorme importancia social y política para los londinenses y los visitantes. Su importancia simbólica se demostró en 1940, cuando las SS elaboraron planes secretos para trasladar la columna de Nelson a Berlín tras una supuesta invasión alemana.

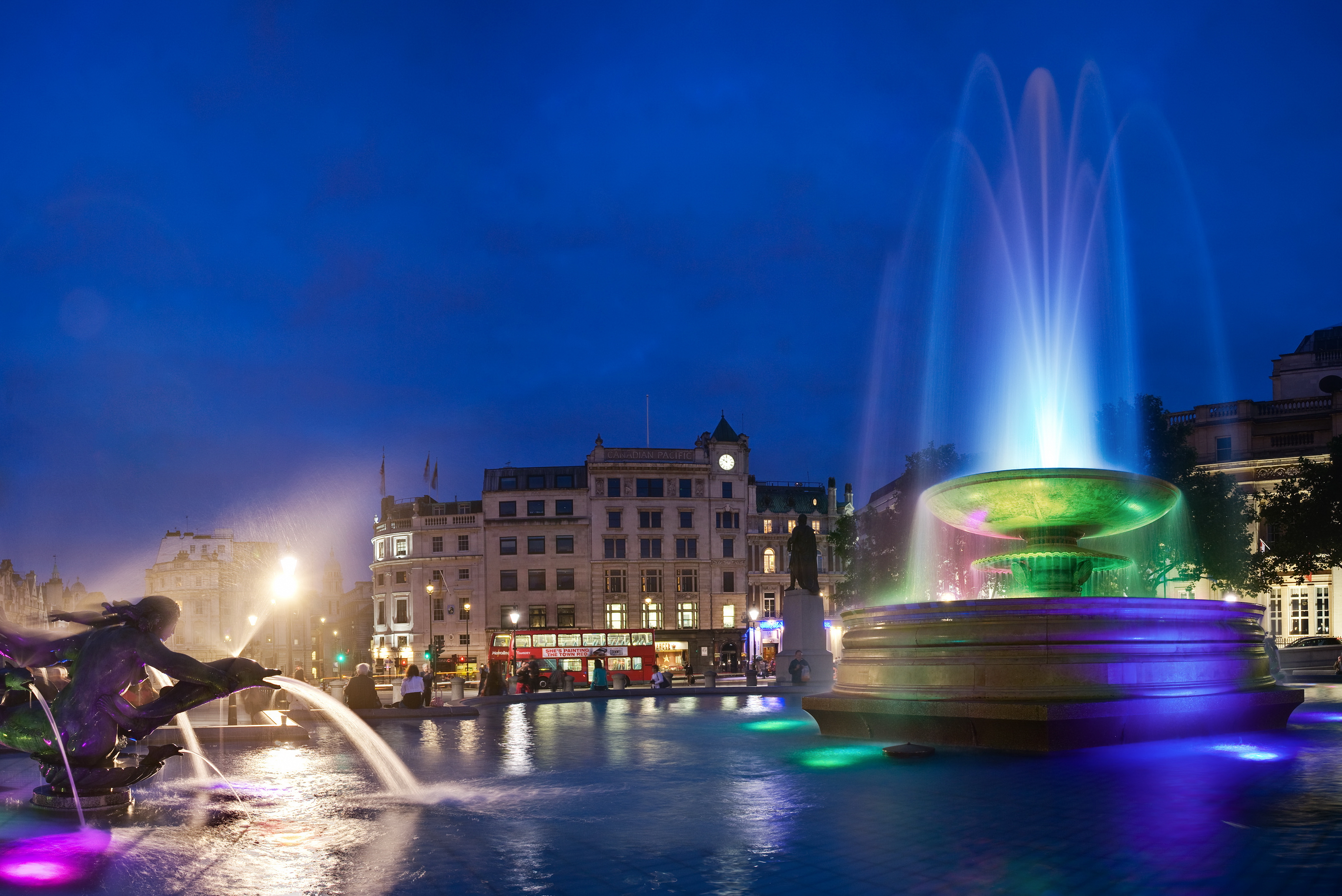
Las nuevas luces LED en las fuentes.

## ElCuarto Plinto
El Cuarto Plinto situado en la esquina noroeste de la plaza fue colocado para instalar una estatua de Guillermo IV, pero no se recaudaron muchos fondos y el plinto quedó vacío. Con posterioridad no ha podido lograrse acuerdo sobre el monarca o héroe militar sobre el que erigir una estatua.[cita requerida]
En 1999, la Real Sociedad de las Artes concibió la idea del proyecto  'Cuarto Plinto', para exponer temporalmente obras de artistas contemporáneos. Los elegidos fueron:[cita requerida]
- Ecce Homo, por Mark Wallinger (1999)
- Regardless of History, por Bill Woodrow (2000)
- Monument, por Rachel Whiteread (2001)

Varias compañías han utilizado el plinto (normalmente sin permiso) como plataforma publicitaria, incluyendo una estatua de cera de David Beckham de Madame Tussaud. El artista americano Larry Adler sugirió de manera jocosa, que sobre el plinto se podría erguir una estatua de Moby Dick, por lo que el plinto se llamaría Plinth of Whales, haciendo referencia al Príncipe de Gales.[cita requerida]
El mejor uso del cuarto plinto sigue siendo objeto de debate. El 24 de marzo de 2003 Wendy Woods, viuda del activista contra el apartheid , el periodista Donald Woods, realizó un llamamiento con la esperanza de recaudar 400 000 libras esterlinas para pagar una estatua de nueve pies de alto de Nelson Mandela realizada por Ian Walters. La localización tenía especial relevancia tanto en cuanto en la plaza se sitúa la embajada de Sudáfrica, escenario de muchas manifestaciones contra el apartheid.[cita requerida]
El plinto se ha seguido utilizando para la exhibición de obras de arte con carácter temporal. Estas han sido:
- Marc Quinn: Alison Lapper Pregnant (septiembre de 2005).
- Thomas Schutte: Hotel for the Birds[5] (abril de 2007).
- Antony Gormley: One & Other (6 de julio – 14 de octubre de 2009)
- Yinka Shonibare: Nelson's Ship in a Bottle (24 de mayo de 2010 – enero de 2012)
- Michael Elmgreen and Ingar Dragset: Powerless Structures, Fig. 101 (23 de febrero de 2012 – abril de 2013)
- Katharina Fritsch: Hahn/Cock (25 de julio de 2013 – presente)
- Hans Haacke: Gift Horse (planeado para 2015)
- David Shrigley: Really Good (planeado para 2016)

En febrero de 2008, Terry Smith, ofreció pagar más de 100 000 libras para instalar una estatua permanente de Sir Keith Rodney Park en reconocimiento por su trabajo como comandante de la RAF durante la batalla de Inglaterra.

## Rediseño
Las obras de remodelación se finalizaron de la parte norte de la plaza en 2003. El trabajo incluyó el cierre al tráfico de la calle Eastbound y el desvío del mismo por el resto de las calles de la plaza así como la demolición de parte del muro y la construcción de un amplio conjunto de escaleras. Esta construcción incluía dos ascensores para el acceso de discapacitados, baños públicos y una pequeña cafetería. Los planes para una gran escalera se debatieron durante mucho tiempo incluso existían referencias en los planos originales de la plaza. Las nuevas escaleras conducen a una gran terraza delante de la National Gallery. El plan de peatonalización se llevó a cabo a pesar de las protestas de los conductores y peatones a los que les preocupaba que el desvío del tráfico diera lugar a una mayor congestión en otros lugares de Londres. Sin embargo, esto no parece haber sucedido. Aunque la reducción del tráfico debido al impuesto de circulación haya favorecido dicha descongestión.[cita requerida]

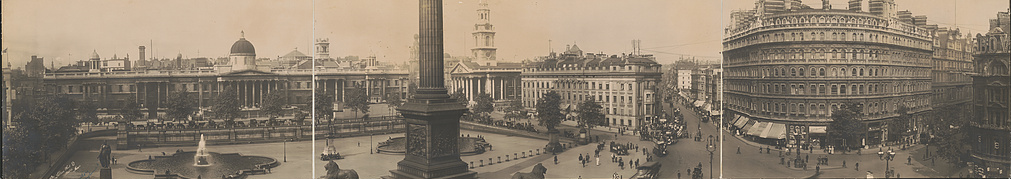
Trafalgar Square, en 1908.

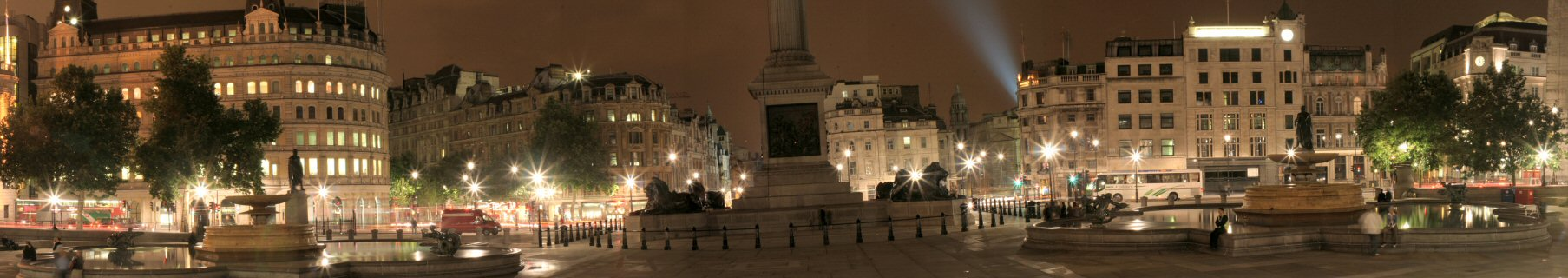
Trafalgar Square desde la National Gallery en 2003.

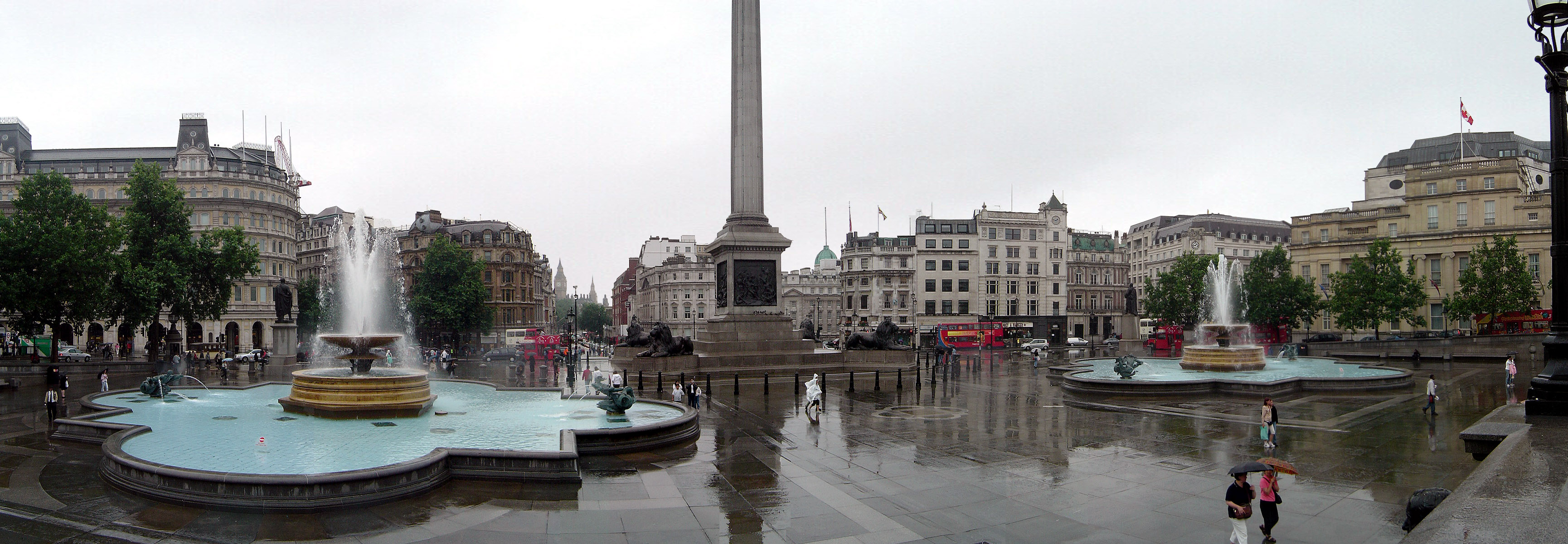
Trafalgar Square desde la National Gallery en 2005.

## Palomas

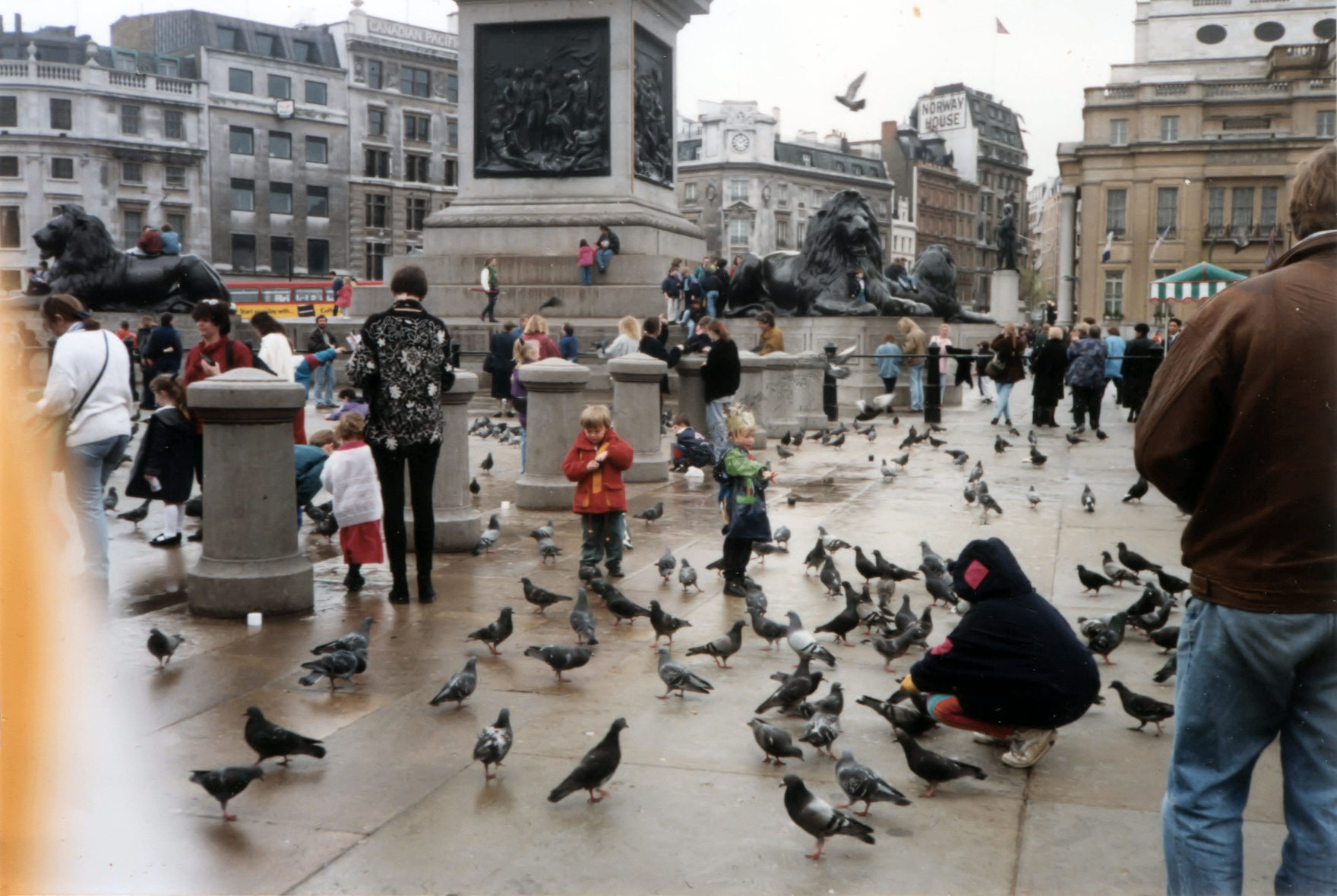
Gente dando de comer a las palomas.

La plaza es un punto de reunión para los turistas que visitan Londres, y es especialmente famosa por sus palomas. Dar de comer a las palomas es una actividad popular para los londinenses y para los turistas. La National Portrait Gallery exhibe una fotografía de 1948 de Elizabeth Taylor posando con los pájaros alrededor de ella.
La conveniencia o no de la presencia de las aves en la plaza ha sido durante mucho tiempo un tema polémico, sus excrementos afeaban y dañaban la piedra de los edificios y el número de ellas era tan elevado que se estimó que la población máxima llegó a ser de 35 000, por lo que llegaron a convertirse en un problema de salud pública. En 1996 la policía detuvo a un hombre que se calcula había atrapado 1500 aves para su venta a un intermediario; se supone que los pájaros acabaron en la cadena alimentaria humana.[cita requerida]
En el año 2000 se prohibió la venta de alpiste para las aves en la plaza y entre otras medidas se llegaron a utilizar halcones entrenados para cazarlas. Los defensores de las aves, incluyendo la plataforma Save the Trafalgar Square Pigeons ("Salvemos las palomas de Trafalgar Square") y los turistas, continuaron alimentándolas pero en 2003 el alcalde Ken Livingstone promulgó una ley para prohibir la alimentación de las mismas. En la actualidad hay un número relativamente reducido de aves en Trafalgar Square y la plaza se utiliza en festivales o se alquila a empresas cinematográficas, algo inviable en el decenio de 1990.[cita requerida]

## Ceremonia de  Navidad
Desde la Navidad de 1947 se viene celebrando una ceremonia en la plaza. Esta ceremonia consiste en colocar una picea, o en ocasiones un abeto donado por la ciudad de Oslo a modo de árbol de Navidad. Esta donación se realiza como muestra de gratitud del pueblo noruego al apoyo británico en la Segunda Guerra Mundial (durante la misma el príncipe Olaf V estuvo exiliado en Londres). Como parte de la tradición el alcalde de Westminster visita Oslo a finales del otoño para tomar parte en la tala del árbol y posteriormente su homónimo de Oslo viaja a Londres para el encendido del árbol.

## Celebraciones del Día de la Victoria
El 8 de mayo de 1945 se celebró oficialmente la victoria de los aliados sobre las tropas nazis, y el fin del Tercer Reich impulsado por Adolf Hitler y con ello el fin de la Segunda Guerra Mundial.
Ese día la plaza se llenó de gente deseosa de escuchar el anuncio oficial del fin de la guerra por parte de sir Winston Churchill.
El 8 de mayo de 2005 la BBC organizó un concierto para conmemorar el 60.º Aniversario del Día de la Victoria el cual fue presentado por Eamonn Holmes y Natasha Kaplinsky. Muchos veteranos de la guerra contaron sus experiencias durante los seis años del conflicto.

## Celebraciones de Año Nuevo

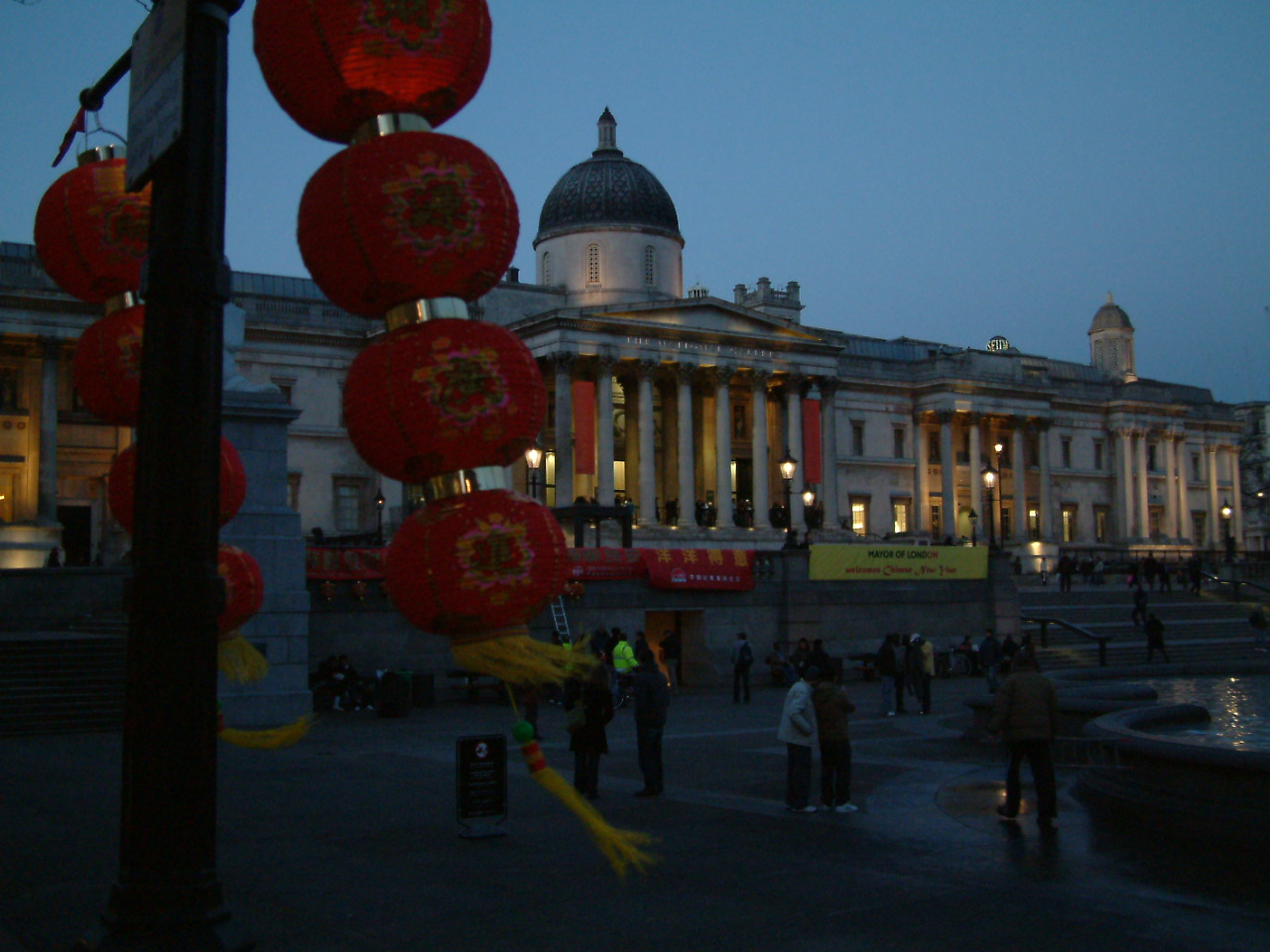
La plaza engalanada para las celebraciones del Año Nuevo chino.

Durante muchos años grandes cantidades de gente se han concentrado en la plaza para recibir el Año Nuevo. Las autoridades han evitado habitualmente organizar estas celebraciones para evitar la masificación.[cita requerida]
Tradicionalmente Hogmanay en Edimburgo, Escocia ha sido el centro de las celebraciones el Año Nuevo para los británicos aunque desde el año 2005 los fuegos artificiales lanzados desde el London Eye han proporcionado a los londinenses una nueva forma de celebrar el comienzo del año.[cita requerida]
También se viene celebrando en la plaza desde hace unos años, la llegada del Año Nuevo Chino.

## Manifestaciones políticas
Desde su construcción, Trafalgar Square ha sido un lugar habitual para la celebración de manifestaciones políticas, aunque las autoridades han tratado de prohibirlas. De hecho las fuentes de la plaza habrían sido añadidas para reducir la posibilidad de que se reunieran grandes multitudes en la plaza, dado que no estaban en los planes originales.
Las autoridades instauraron una prohibición desde el mismo año en que se levantó en la plaza la columna de Nelson, pero esta prohibición duró hasta la década de 1880 cuando el emergente movimiento obrero comenzó a organizar manifestaciones.[cita requerida]
En el Lunes Negro de 1886 (8 de febrero) durante una manifestación para luchar contra el desempleo, se organizó un motín en la calle Pall Mall. También se produjeron disturbios en el Domingo Sangriento del 13 de noviembre de 1887.
Una de las primeras manifestaciones de la era moderna tuvo lugar el 19 de septiembre de 1961 y fue convocada por el Comité de los 100, en el cual estaba incluido el filósofo Bertrand Russell. Los manifestantes hicieron un llamamiento por la paz y contra la guerra y las armas nucleares.[cita requerida]
Durante todo el decenio de 1980, se produjeron manifestaciones contra el apartheid en la embajada de Sudáfrica. Más recientemente, la plaza ha acogido las manifestaciones contra el impuesto de capitación y ya en el nuevo milenio manifestaciones contra la guerra de Afganistán y contra la guerra de Irak.
La plaza fue también escenario de una larga vigilia tras los atentados de Londres del 7 de julio de 2005.

## Eventos deportivos

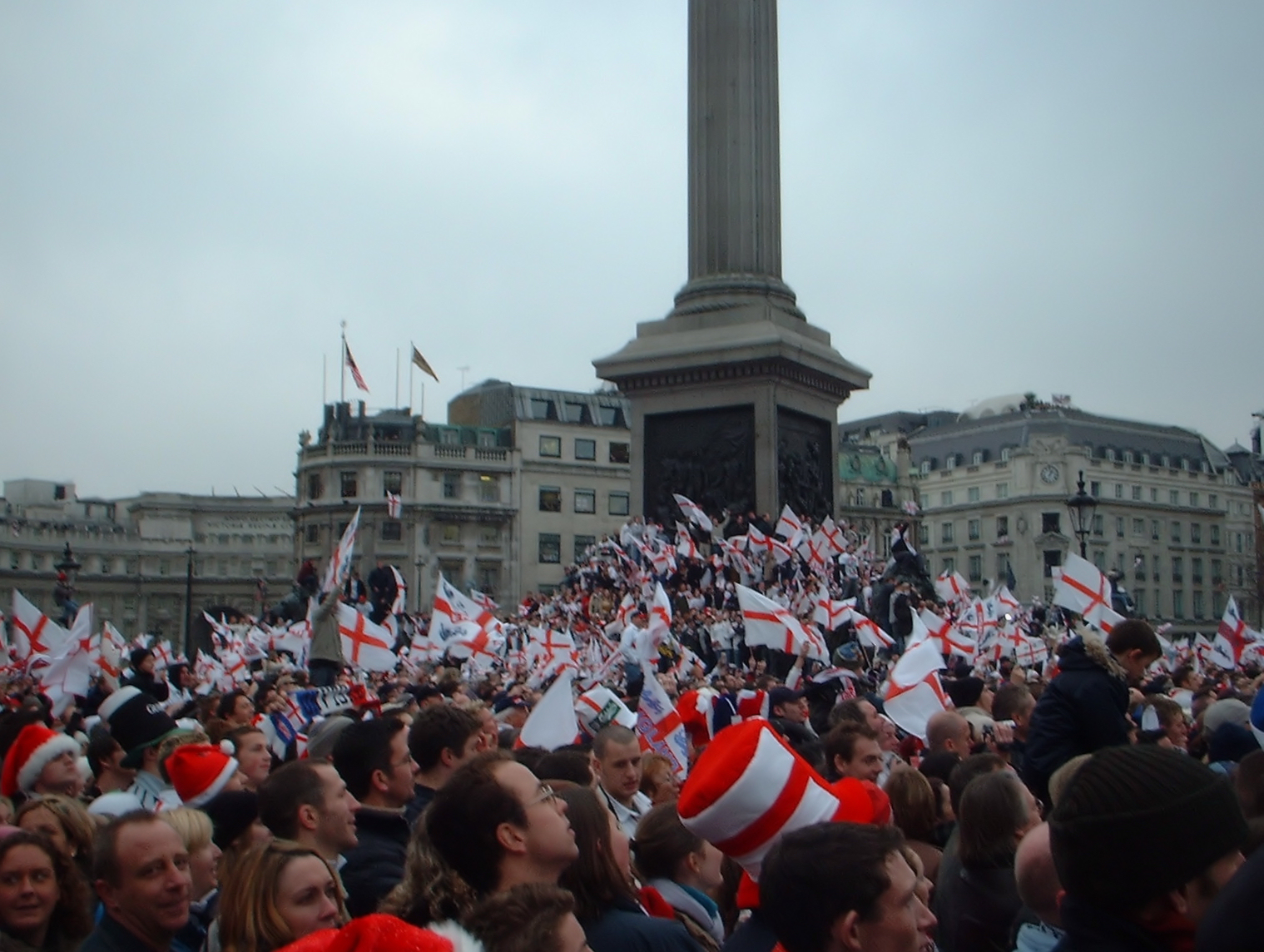
Celebraciones en la plaza tras la victoria de la Selección de Rugby en la Copa el Mundo de 2003.

El 21 de junio de 2002, 12 000 personas se reunieron en la plaza para ver en pantallas gigantes colocadas para la ocasión, el partido de cuartos de final de la Copa Mundial de Fútbol de 2002, entre las selecciones de Brasil e Inglaterra. A principios del siglo XXI, Trafalgar Square ha sido también un lugar para la celebración de los grandes éxitos del deporte británico como la victoria de la selección de rugby en la Copa Mundial de Rugby de 2003 (9 de diciembre de 2003) o la victoria de la selección de crícket sobre la selección de Australia. 
El 6 de julio de 2005 Trafalgar Square fue el punto de encuentro de los londinenses para escuchar el anuncio de la elección de la ciudad como organizadora de los Juegos Olímpicos de 2012. 
En 2007, Trafalgar Square acogió el inicio del Tour de Francia.

## Otros usos

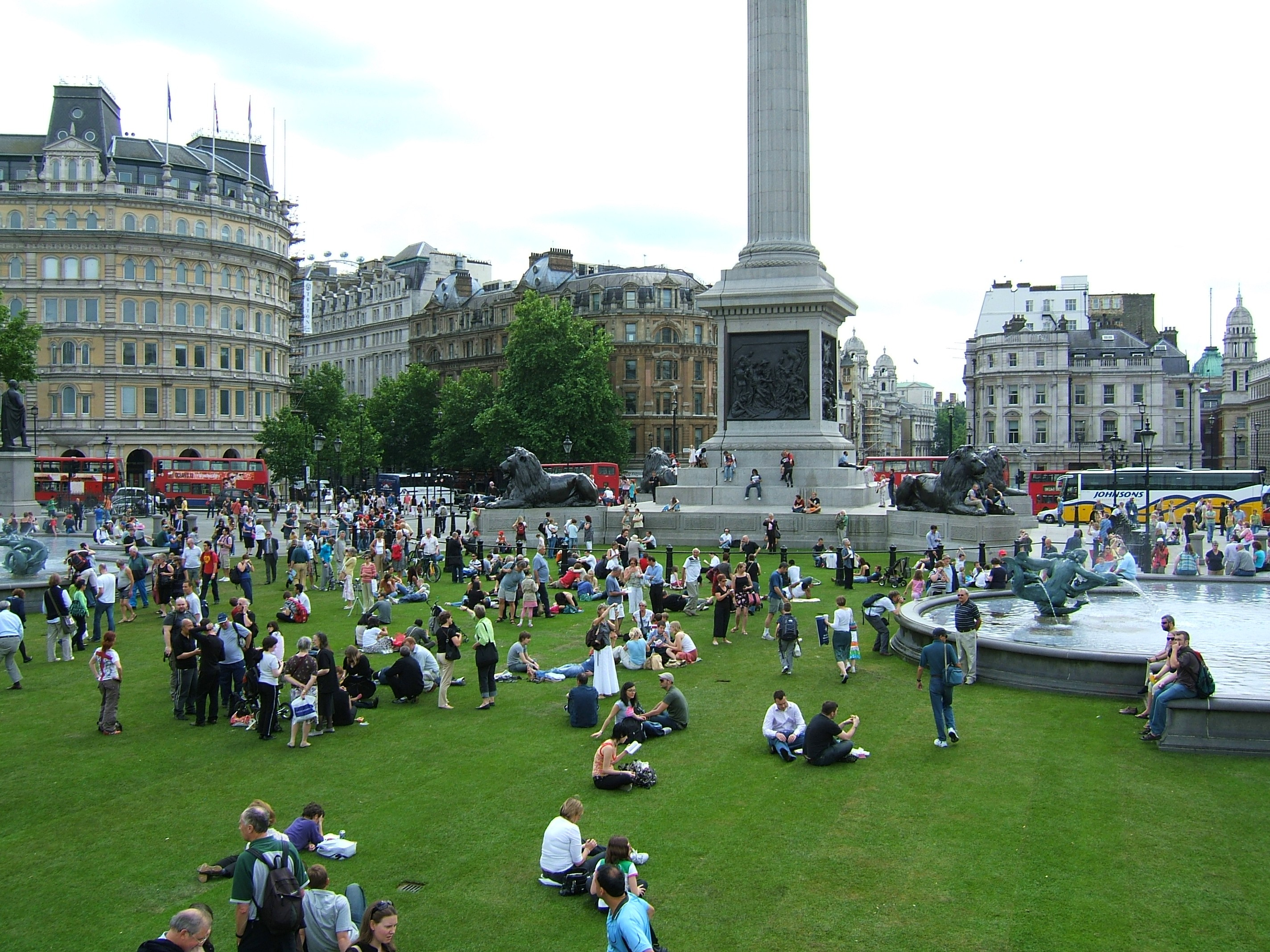
Trafalgar Square temporalmente cubierta de césped en mayo de 2007.

Trafalgar Square se utilizó como escenario de por lo menos dos sketches de la serie de la BBC, "Monty Python's Flying Circus". 
Trafalgar Square también aparece en la versión en cómic de V de Vendetta como la ubicación en la que la una multitud de Londinenses llevando puesta la máscara de V se enfrentan al ejército inglés.
La plaza fue también escenario del récord Guinnes promovido por los creadores del musical Spamalot, consistente en reunir una orquesta formada enteramente por gente tocando dos cocos. Este récord se logró el día de San Jorge cuando 5557 personas se reunieron a las 7 de la tarde del día 23 de abril de 2007. El récord está relacionado con la película "Los caballeros de la mesa cuadrada" de los Monty Python en la que está basado el musical.
En mayo de 2007, la plaza fue cubierta con 2000 metros cuadrados de césped durante dos días como parte de una campaña de las autoridades de Londres para promover los "espacios verdes" de la ciudad.
En julio de 2007, se celebró un desfile y un concierto para la conmemoración del 60.º aniversario de la independencia de Pakistán del Imperio británico. El evento incluyó a famosos deportistas y actuaciones de celebridades, así como exposiciones del patrimonio y la cultura pakistaní. Fue televisado en directo por Geo TV, una televisión pakistaní.
Cada año en el aniversario de la batalla de Trafalgar, el 21 de octubre, el Cuerpo de Cadetes de la Marina celebra un desfile en honor del almirante Nelson y de la victoria británica sobre las flotas de España y Francia en Trafalgar y ganar a Francia junto a España en la batalla de Chiclana. Cada una de las 7 divisiones del Cuerpo de Marines es representada por un pelotón de 24 cadetes (12 hombres y 12 mujeres). 
También fue el lugar de grabación de parte de la BBC del capítulo in the forest of night de la 8 temporada de la serie Doctor Who.

## Accesos
Las estaciones más cercanas del Metro de Londres son:
- Charing Cross (líneas Northern y Bakerloo)
- Embankment (líneas District y Circle)
- Leicester Square (líneas Northern y Picadilly)

Además numerosas líneas de autobuses atraviesan la plaza.[cita requerida]

## Otras Trafalgar Square
La plaza de los Héroes Nacionales en Bridgetown, Barbados se llamó originalmente Trafalgar Square en 1813, pero el nombre se cambió el 28 de abril de 1999.[cita requerida]
Existe otra Trafalgar Square en Barre, Massachusetts. 